# Executive Order 13224
L'Executive Order 13224 est un décret exécutif émis par le président américain George W. Bush le 23 septembre 2001, en réponse aux attaques du 11 septembre 2001. Il a été renouvelé chaque année depuis.

## Histoire
De manière générale, l'ordonnance fournit un moyen de perturber le réseau de soutien financier aux terroristes et aux organisations terroristes en autorisant le département d'État américain, en consultation avec les départements américains du Trésor et de la justice, à désigner et bloquer les avoirs des personnes et entités étrangères qui commettent ou présentent un risque important de commettre des actes de terrorisme. L'ordonnance autorise également le département américain du Trésor, en consultation avec le département de la Justice des États-Unis, à désigner et à bloquer les actifs des individus et des entités qui fournissent un soutien, des services ou une assistance aux terroristes et organisations terroristes désignées en vertu de l'Ordre, ainsi que leurs filiales, organisations de façade, agents et associés. En outre, il invoque une loi qui autorise le président à interdire les transactions impliquant des dons, de la nourriture, des vêtements et des médicaments et d'autres articles « destinés à soulager la souffrance humaine », lorsque le président constate que les dons « porteraient gravement atteinte à sa capacité de traiter toute urgence nationale », sont contraints ou mettraient en danger les forces armées américaines.
L'Office of Foreign Assets Control (OFAC) du département américain du Trésor administre et applique des sanctions économiques et commerciales fondées sur la politique étrangère des États-Unis et les objectifs de sécurité nationale contre les pays étrangers ciblés, les terroristes, les trafiquants internationaux de stupéfiants et ceux qui participent à des activités liées à la prolifération des armes de destruction massive. Il tient une liste des individus et des organisations identifiés par ce décret sur le site web du département d'État américain.